# Westbach (Ostbach)
Der Westbach ist ein etwa 31⁄2 langer linker Zufluss des Ostbachs in Nordrhein-Westfalen, der in der Stadt Herne verläuft. Er gehört zum Flusssystem der Emscher.

## Geographie

### Verlauf
Der Westbach entspringt südwestlich der Herner Innenstadt an der Nordseite des 113 m hohen Stembergs im Bereich des Westenhellwegs. Die Quelle liegt auf einer Höhe von rund 79 Metern.
Der Bach ist derzeit fast vollständig kanalisiert und wird unterirdisch geführt. Nur ein kurzer Abschnitt unterhalb der Quelle an der Vödestraße nördlich des Erlenwegs gibt es einen offenen Bachlauf. Er mündet in einen kleinen Teich. Dessen Ablauf wird bereits in einen unterirdischen Kanal geleitet.
Dadurch ist der Bach nahezu aus der öffentlichen Wahrnehmung verschwunden. Lediglich die Straßen Am Westbach, Bachstraße und ein oberirdisch erkennbarer Kanalabschnitt erinnern für jedermann sichtbar an seine unterirdische Existenz. Für den unterirdischen Verlauf soll die Aufhebung des Status als Gewässer erfolgen. Die dafür notwendigen Baumaßnahmen wurden im November 2011 ausgeschrieben.
Der Westbach floss natürlicherweise nordwärts der Niederung des Emscherlands zu und verlief dabei zunächst westlich von Altenhöfen entlang der heutigen Bachstraße, dann weiter westlich der Herner Innenstadt ungefähr parallel zur heutigen Landesstraße 551, dem Westring. Parallel zum Straßenverlauf fließt das Wasser des Bachs heute im Hauptsammler Westbach. In Baukau lässt sich der Bachlauf oberirdisch nachvollziehen. Am Schlosspark, insbesondere im Bereich des Westfaliastadions, ist die Abdeckung des Kanals oberirdisch verfolgbar. Unmittelbar östlich des Westrings wird ihr Verlauf hier als Rad- und Fußweg genutzt. Nahe dem Kreuzungsbereich von Westring und Bismarckstraße, südwestlich des Schlossparks, mündet der Hauptsammler Westbach in den Hauptsammler Ostbach.
Bis zum Beginn des 20. Jh. befand sich die Einmündung des Westbachs in den Ostbach etwa bei der heutigen Bismarckstraße an der Bahnhofstraße. Unterhalb dieses Punktes wurde der mit dem Westbach vereinigte Ostbach damals noch als Strünkeder Bach bezeichnet. Erst 1903 beschlossen die Gemeinde Baukau, die Stadt Herne und die Harpener Bergbau AG den Westbach auf gerader Linie zur Emscher zu führen und ihn in einem Kanal westlich des Schloss Strünkede vorbeizuleiten. Der Lauf des Hauptsammlers Ostbach wird unterirdisch gerade umgekehrt zu historischen Verlauf des Westbachs etwa unter Dornstraße und Steinmetzstraße nach Westen hinübergeführt.

Der Westbach
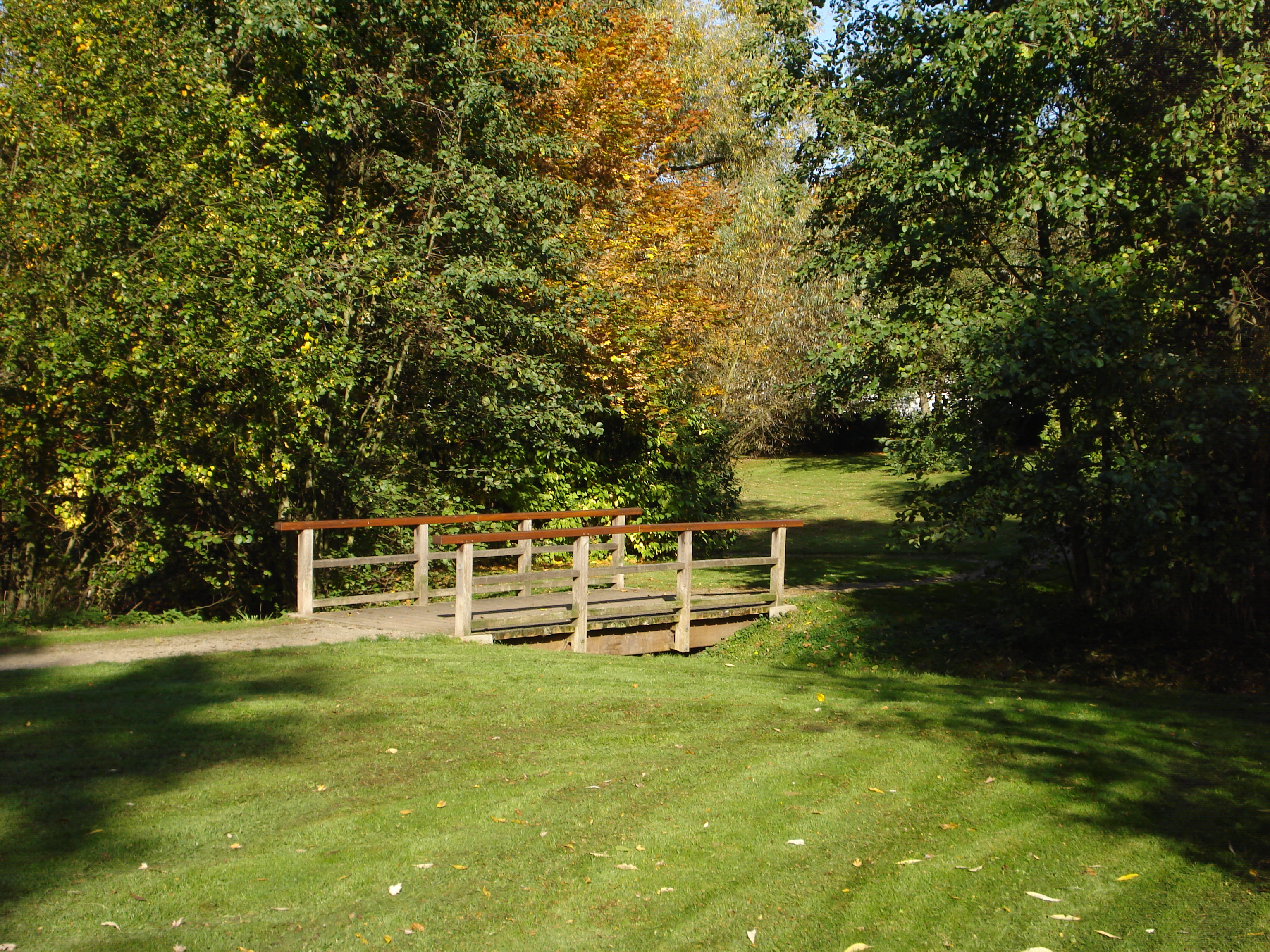
Fußgängerbrücke über den Westbach kurz vor der Einmündung in den „Ententeich“.
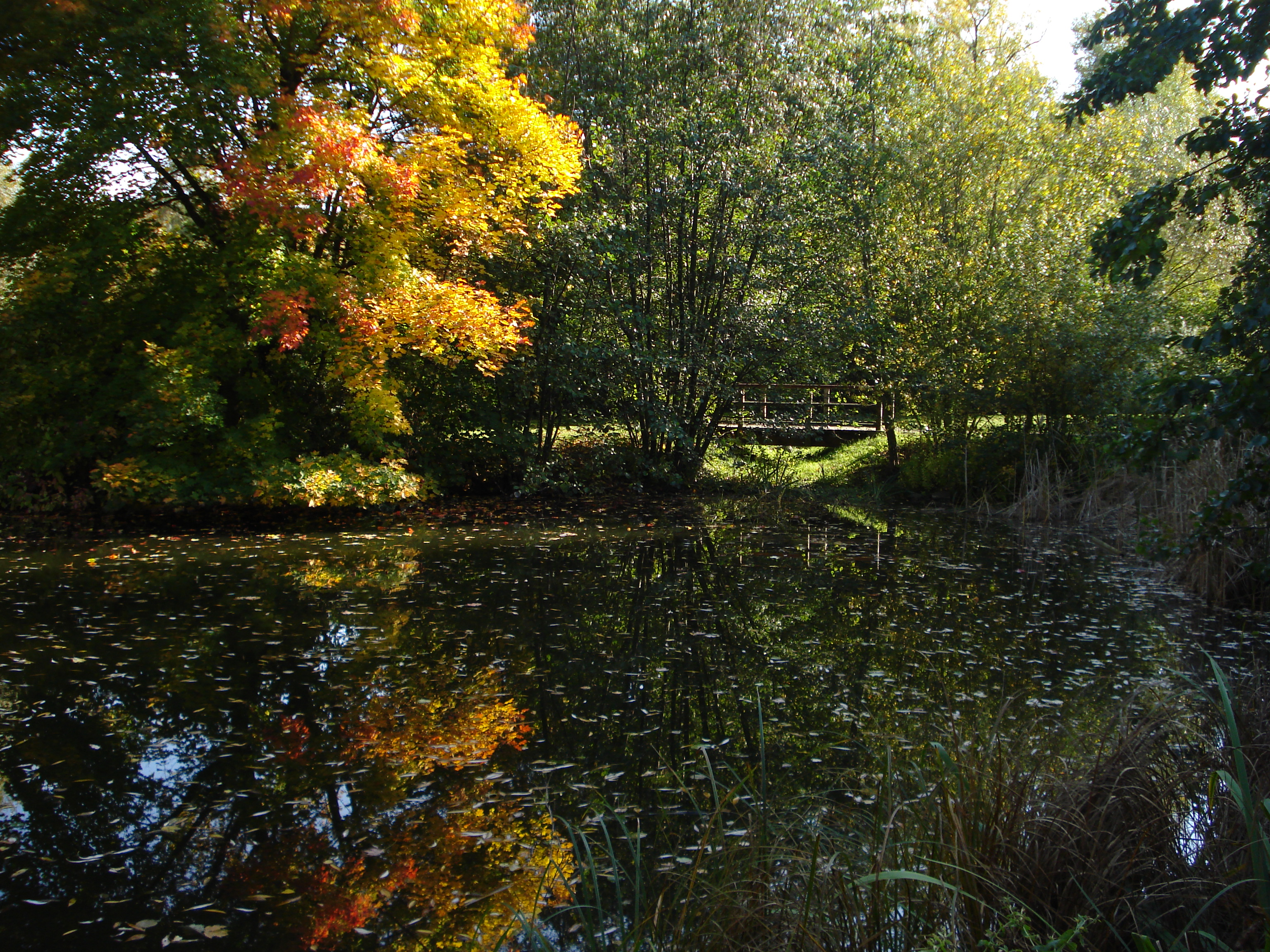
Der vom Westbach gespeiste „Ententeich“. Der Zulauf des Bachs ist in der Bildmitte unterhalb der Fußgängerbrücke erkennbar.
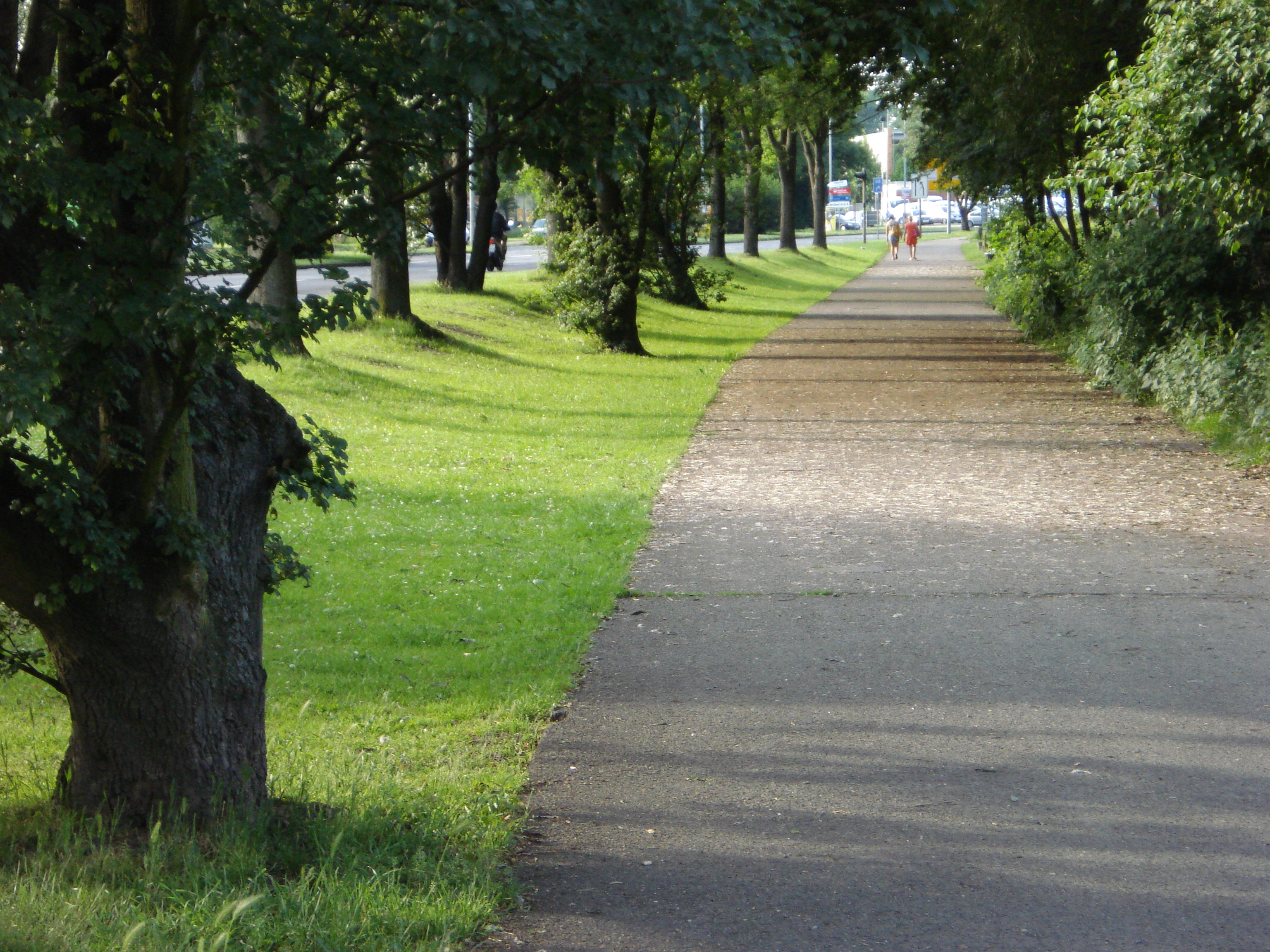
Der unterirdische Verlauf des Ost- und Westbachs ist in Herne-Baukau über den Fußweg am Westrand des Schloss Strünkedeparks zu verfolgen.

### Zuflüsse
Dem Westbach floss bis in die 1950er Jahre ein rechtes Nebengewässer zu. Das im Volksmund Katzbach genannte Gewässer hatte seine Quelle unterhalb einer steilen Geländestufe am Düngelbruch und floss nach Süd-Westen, vorbei am ehemaligen Gräftenhof Weusthoff, quer durch Altenhöfen. In den 1920er Jahren wurde ein durch den Bach gespeister Teich zur Versorgung des städtischen Sommerbades angelegt. Der Teich ist beim Freibad Südpool erhalten (). Das dem Teich zufließende Wasser wird in einem Drainageleitung gesammelt. Eine Karte des Landesamts für Natur, Umwelt und Verbraucherschutz Nordrhein-Westfalen von 2008 zeigt den Sommerbadteich sogar als Hauptquelle des Westbachs.
Der Bach querte Altenhöfen unterhalb der heutigen Eiselenstraße und floss dann weiter östlich der Jean-Vogel-Straße, bis 1930 wegen der Lage an dem Gewässer Bachstraße genannt. Ungefähr an der Kreuzung der heutigen Straßen Hölkeskampring und Westring mündete das Nebengewässer in den Westbach. Das Wasser des Baches wird heute in die Kanalisation geleitet. Das Bachtal ist in Altenhöfen geomorphologisch noch gut erkennbar.

## Veränderung durch den Umbau des Emschersystems
Seit 2011 wird im Rahmen des Umbaus des Emschersystems ein Teil des Einzugsgebiets des Westbachs über den Zulaufgraben Hibernia entwässert. Auf dem ehemaligen Betriebsgelände der Flottmann-Werke, im Skulpturenpark Flottmann wird Quellwasser in Brunnen und Quellfassungen gesammelt und über den Graben abgeleitet. Westlich der Kleingartenanlage Herne-Süd wurde der Graben zum ehemaligen Rangierbahnhof Constantin geführt. Über dessen in die Landschaft eingegrabene ehemalige Gleistrasse kann das Wasser zum Quellgebiet des Schmiedesbachs übergeleitet werden. Der Graben ist als naturnaher Wasserlauf gestaltet.